# Lilipucik
Lilipucik (Myrmia micrura) – gatunek małego ptaka z rodziny kolibrowatych (Trochilidae); jedyny przedstawiciel rodzaju Myrmia. Zamieszkuje północno-zachodnią część Ameryki Południowej.
WystępowanieLilipucik występuje od zachodniego Ekwadoru do północno-zachodniego Peru. Jego środowiskiem są suche zarośla na wybrzeżu, występuje też w suchych dolinach i ogrodach. Najliczniej jest spotykany poniżej 200 m n.p.m.
SystematykaPo raz pierwszy zgodnie z zasadami nazewnictwa binominalnego gatunek ten opisał angielski ornitolog John Gould, nadając mu nazwę Calothorax micrurus; opis ukazał się w 1854 roku. Jako miejsce typowe autor wskazał Peru, nie podając jednak dokładnej lokalizacji. W 1876 roku francuski zoolog Étienne Mulsant umieścił gatunek w monotypowym rodzaju Myrmia i tak też jest klasyfikowany do tej pory. Nie wyróżnia się podgatunków.
MorfologiaOsiąga długość 6–6,5 cm, co czyni go najmniejszym ptakiem Ameryki Południowej. Masa ciała 2,7–3,3 g.
PożywienieŻywi się nektarem; zjada też drobne owady łapane w locie.
RozródSezon lęgowy trwa od połowy lutego do końca maja. Malutkie gniazdo ma kształt miseczki i zbudowane jest z brązowego puchu roślinnego i pajęczyn. Umieszczone jest w rozwidleniu gałązek krzewu, zdrewniałych roślin zielnych lub martwych roślin jednorocznych. W zniesieniu 2 jaja, ich wysiadywaniem zajmuje się wyłącznie samica przez 15–16 dni. Pisklęta są w pełni opierzone po 20–23 dniach od wyklucia.
StatusMiędzynarodowa Unia Ochrony Przyrody (IUCN) uznaje lilipucika za gatunek najmniejszej troski (LC – least concern) nieprzerwanie od 1988 roku. Liczebność populacji nie została oszacowana, ale ptak ten opisywany jest jako rzadki. Ze względu na brak dowodów na spadki liczebności bądź istotne zagrożenia dla gatunku BirdLife International uznaje trend liczebności populacji za prawdopodobnie stabilny.